# Monsival
Monsival je brežuljak i gradski turistički predio u Puli. Administrativno pripada Mjesnom odboru Veruda.
Monsival je sa sjeveroistoka ograničen Novom Verudom, s istoka Marinom Veruda, s juga Verudelom, a za jugozapada, zapada i sjeverozapada Jadranskim morem (odnosno uvalom Valsaline na sjeveru i uvalom Saccorgiana na jugu).
Na vrhu brda Monsival nalazi se Fort Bourguignon, jedna od posljednjih utvrda koja se trebala izgraditi na unutarnjem obrambenom prstenu oko grada Pule. Ovaj unutarnji obrambeni prsten činile su utvrde postavljene u radijusu od 2,5 km oko luke.  Ovakav sustav slijedio je zamisao koju je razvio 1820. godine nadvojvoda Maksimilijan Josip za obranu grada Linza, a njegova zamisao bila je inspirirana slavnim tornjem Martella. Za razliku od Linza, pulski kružni fortovi ne slijede isti obrazac. Rane utvrde izgrađene između 1851. i 1855. su značajno manje i slabije od onih koje su izgrađene desetljeće kasnije, poput Forta Bourguignona. Izvorno nazvan Fort Monsival, gradio od 1861. do 1866. kao kružna dvoetažna zgrada s malim kružnim dvorištem u centru.
Pored Forta Bourguignon nalazi se disko klub Piramida, a na zapadnim padinama Monsivala nalaze se Zlatne stijene s turističkim vilama (apartmanima) iznad prekrasne i omiljene gradske plaže.